# Innan Glyvur
Innan Glyvur este un oraș din Insulele Faroe.